# Moronta
Moronta ist eine westspanische Gemeinde (municipio) in der Provinz Salamanca in der Autonomen Gemeinschaft Kastilien-León. 2024 hatte die Gemeinde 76 Einwohner. Neben dem Hauptort Moronta gehört die Ortschaft Escuernavacas zur Gemeinde.

## Lage
Moronta liegt etwa 65 Kilometer westlich von Salamanca in einer Höhe von ca. 765 m.
Das Klima ist mäßig. Es fällt Regen in einer mittleren Menge (ca. 600 mm/Jahr).

## Bevölkerungsentwicklung
| Jahr      | 1900 | 1950 | 1960 | 1970 | 1981 | 1991 | 2001 | 2011 | 2021 |
| Einwohner | 371  | 331  | 298  | 273  | 223  | 162  | 129  | 99   | 75   |

## Sehenswürdigkeiten
- Magdalenenkirche (Iglesia de Santa María Magdalena)